# Municipio de Little River (condado de Caldwell)
El municipio de Little River (en inglés: Little River Township ) es un municipio ubicado en el  condado de Caldwell en el estado estadounidense de Carolina del Norte. En el año 2010 tenía una población de 4.208 habitantes.

## Geografía
El municipio de Little River se encuentra ubicado en las coordenadas 35°54′10.47″N 81°22′45.32″O / 35.9029083, -81.3792556.